# Бесконечная поэзия
«Бесконечная поэзия» (исп. Poesía sin fin) — восьмой полнометражный фильм Алехандро Ходоровски. Премьера фильма состоялась на Каннском кинофестивале в 2016 году. Фильм является продолжением автобиографической драмы «Танец реальности» (2013) и представляет собой cюрреалистическую экранизацию по мотивам событий жизни режиссёра. События фильма охватывают годы, проведенные им в Сантьяго, во время жизни в котором он вошел в круг чилийских поэтов-авангардистов, включавший таких художников, как Густаво Бесерра-Шмидт, Энрике Лин, Стелла Диас Варин, Никанор Парра и др.

## Сюжет
События фильма разворачиваются с момента, на котором закончился предыдущий фильм. Юный Алехандро Ходоровски живёт в Сантьяго вместе с родителями. Он работает в магазине своего отца, мечтая стать великим поэтом. Это желание приводит к серьезному конфликту с его еврейской семьей, все члены которой настаивают на выборе медицинской карьеры. Устав от давления родственников, Алехандро сбегает из дома, чтобы примкнуть к небольшому сообществу чилийских художников, которое принимает его как поэта.
Став молодым человеком, Алехандро зарабатывает на жизнь продажей самодельных кукол-марионеток. Это занятие приводит его к встрече с человеком, который дарит ему свою художественную студию; она становится первой личной резиденцией Алехандро, и его жизнь изменяется вновь. Он знакомится с множеством поэтов и артистов, среди которых встречаются не только дилетанты, но и выдающиеся творцы. Знакомство с его литературным кумиром Никанором Парра оборачивается грубой стычкой из-за любовного треугольника, который возникает между ними и эксцентричной музой Алехандро, поэтессой Стеллой Диас Варин. Алехандро ввязывается в бурный саморазрушительный роман со Стеллой, но вскоре бросает её.
Лучший друг и напарник Алехандро, поэт Энрике Лин, ссорится со своей девушкой. Алехандро спасает её от самоубийства, но проводит с ней ночь. Её беременность приводит к раздору между друзьями. Будучи не в силах справится с утратой друга, Алехандро откликается на предложение старого приятеля его отца и устраивается работать в цирк клоуном, чтобы «смеяться над своим горем». Благодаря усилиям Алехандро, их ссора с Энрике кончается примирением и свадьбой Энрике и его девушки.
Родители Алехандро сообщают ему о том, что их семейный дом сгорел. Вместе с ним сгорели все ранние рукописи Алехандро и его вещи. Он приходит на место пожара, чтобы попрощаться со своим детством и поразмыслить над тем, кем он желает быть. Он навещает Никанора Парра в университете, где тот преподает математику, чтобы попросить у него отеческого совета по поводу будущей профессии. Парра предостерегает его от выбора поэзии в качестве главной карьеры, но Алехандро игнорирует его настойчивые советы, отказываясь от компромиссов.
Во время второго срока правления Ибаньеса в Чили усиливается диктатура и про-фашистские настроения. Тогда Алехандро решает оставить друзей и уехать в Париж, чтобы «спасти сюрреализм». Его отец догоняет его на пристани перед отправлением корабля и пытается силой увести Алехандро назад в город, работать в его магазине. Алехандро побеждает в короткой драке, и отец примиряется с его волей. Так заканчивается их последняя встреча. Алехандро уплывает в Париж.

## В ролях
- Херемиас Эрсковиц — Алехандро-ребёнок
- Адан Ходоровски[англ.] — молодой Алехандро
- Алехандро Ходоровски — Алехандро Ходоровски
- Бронтис Ходоровски[англ.] — Хаим Ходоровски
- Памела Флорес — Сара Ходоровски / Стелла Диас Варин[англ.]
- Леандро Тоуб — Энрике Лин
- Хулиа Авенданьо — малышка
- Фелипе Риос — Никанор Парра
- Кэролин Карлсон — Мария Лефевр
- Бастиан Боденхофер — генерал Карлос Ибаньес дель Кампо
- Фелипе Пенья — Густаво Бесерра-Шмидт

## Производство
Съёмки сиквела к «авто-байопику» «Танец реальности» длились с июня по август 2015 года в Сантьяго (Чили). Чтобы привлечь финансирование для съёмок, независимая кинокомпания Ходоровски Satori Films провела две успешных краудфандинговых кампании на платформе Indiegogo.

## Премьера
Премьера фильма состоялась 14 мая 2016 года на 69-м Каннском международном кинофестивале в рамках параллельной секции «Двухнедельник режиссеров».

## Реакция критиков
Фильм получил преимущественно положительные рецензии критиков. Сайт-агрегатор кинорецензий Rotten Tomatoes дал фильму 94 %, основываясь на 50 рецензиях. Фильм вошел в топ «100 лучших фильмов 2017» на сайте Metacritic с рейтингом критиков 78/100.
Оуэн Глэйберман из Variety Film Reviews назвал «Бесконечную поэзию» «наиболее доступным и, возможно, лучшим фильмом из всех, когда-либо созданных Ходоровски», также отметив значительное влияние Феллини на стиль режиссёра. Алан Хантер из Screendaily написал: «„Бесконечная поэзия“ не привлечет новых адептов к культу Ходоровски, но пленит его приверженцев, а также всех, кто был в восторге от „Танца Реальности“».